# کادایف (شیرینی)
کادایف (به ترکی: Kadayıf) یک شیرینی ترکیه‌ای (مربوط به دوره عثمانی) که در محدوده بالکان و شام و خاورمیانه رایج است.

## آماده‌سازی
کادایف از رشته‌های خمیر ریز که با بادام آسیاب شده یا گردو پر شده و شربت شکر تهیه می‌شود. بعد از پایان پخت و خنک شدن، شربت شکر لیمویی به آن افزوده می‌شود.

## نگارخانه

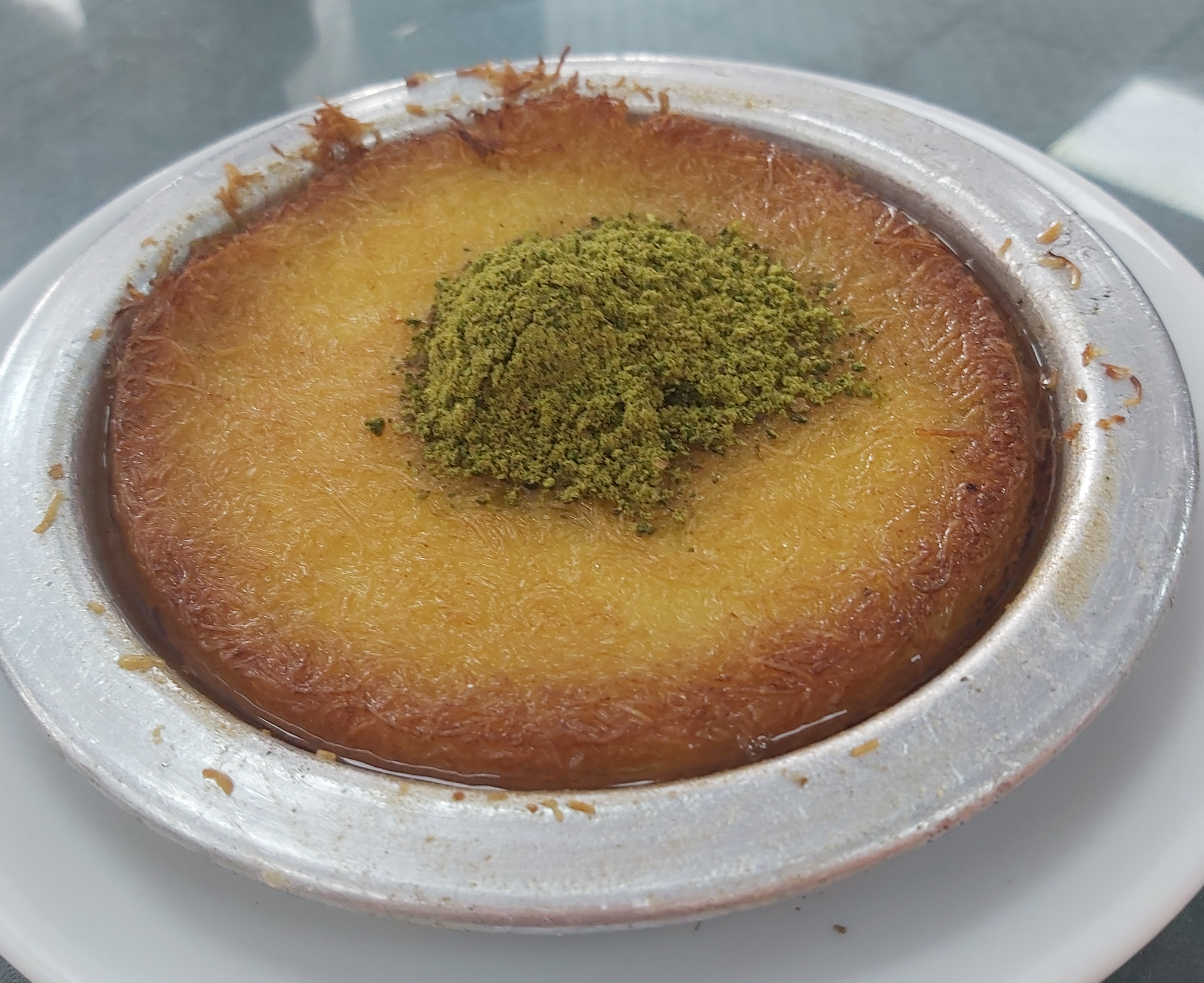
کنافه
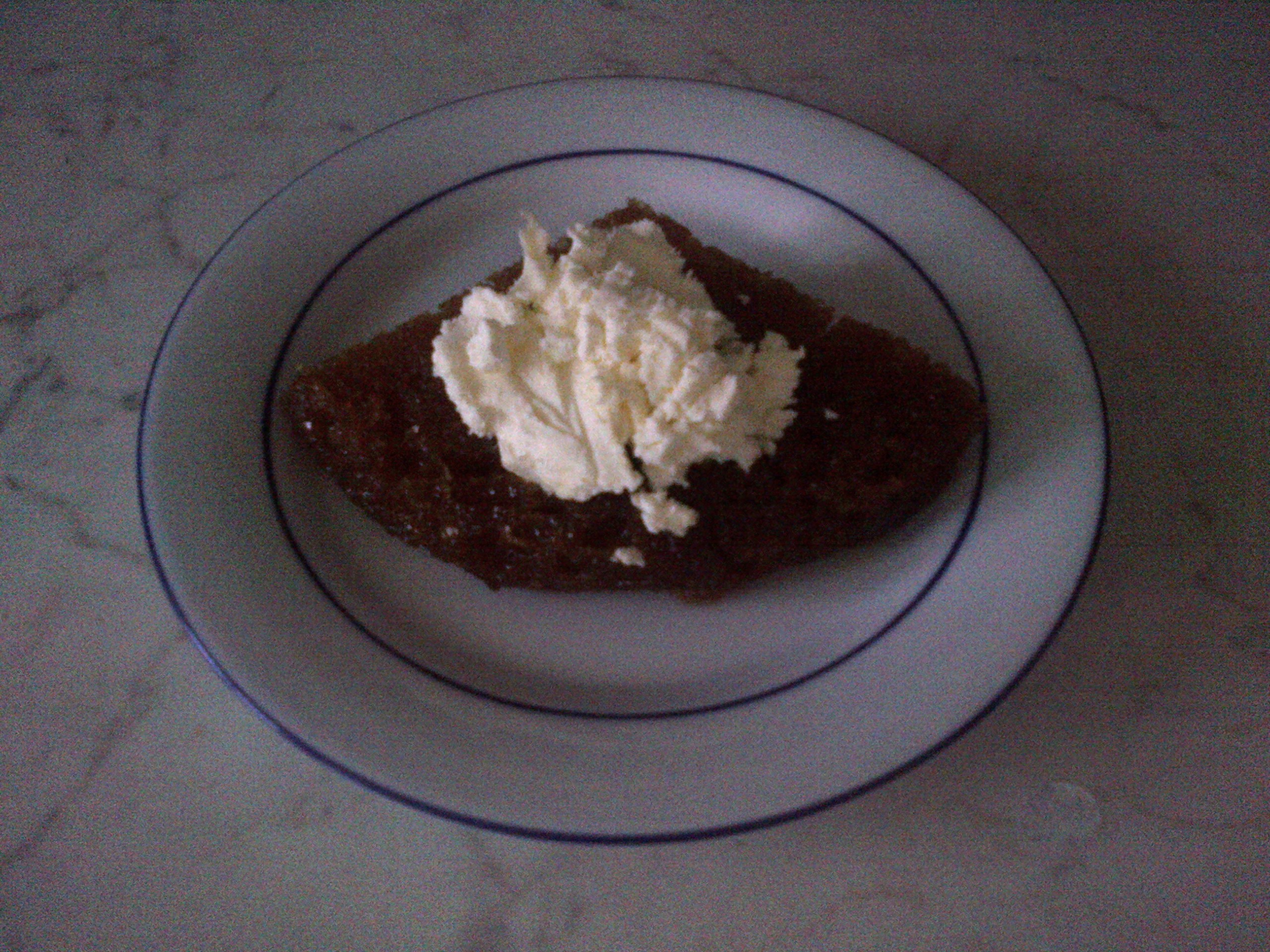
Ekmek Kadayif
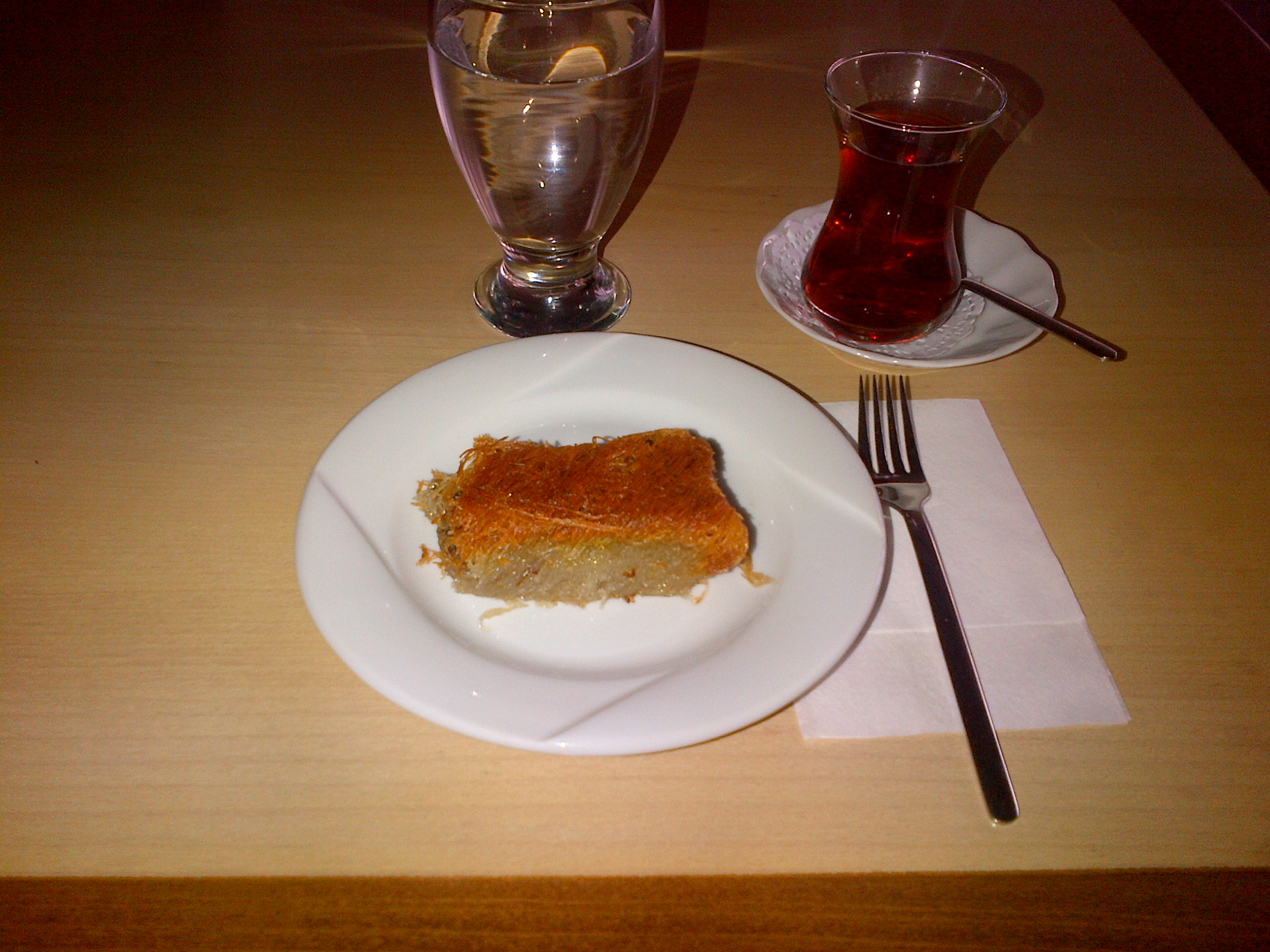
Burma Kadayif
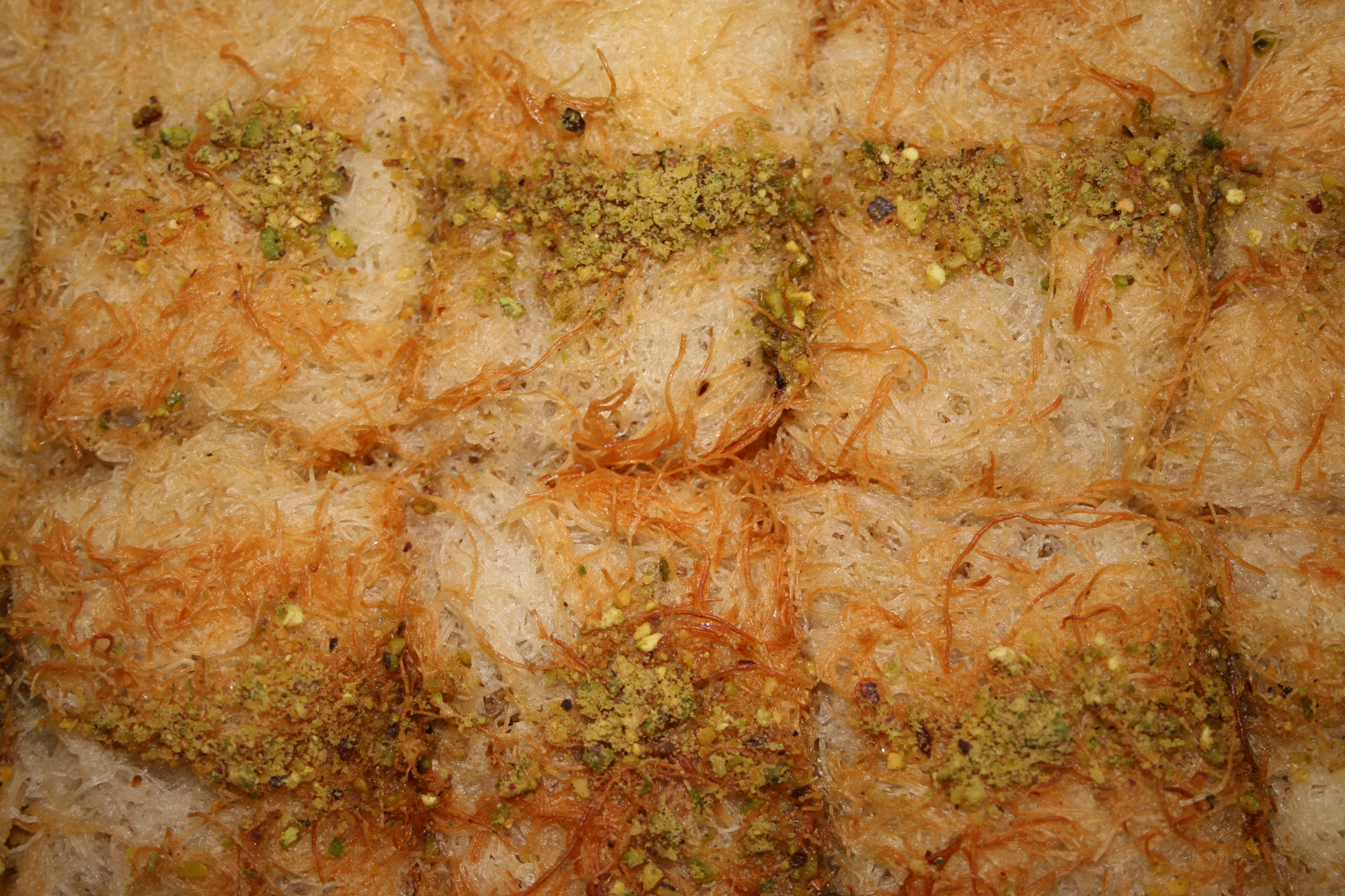
Tel Kadayif
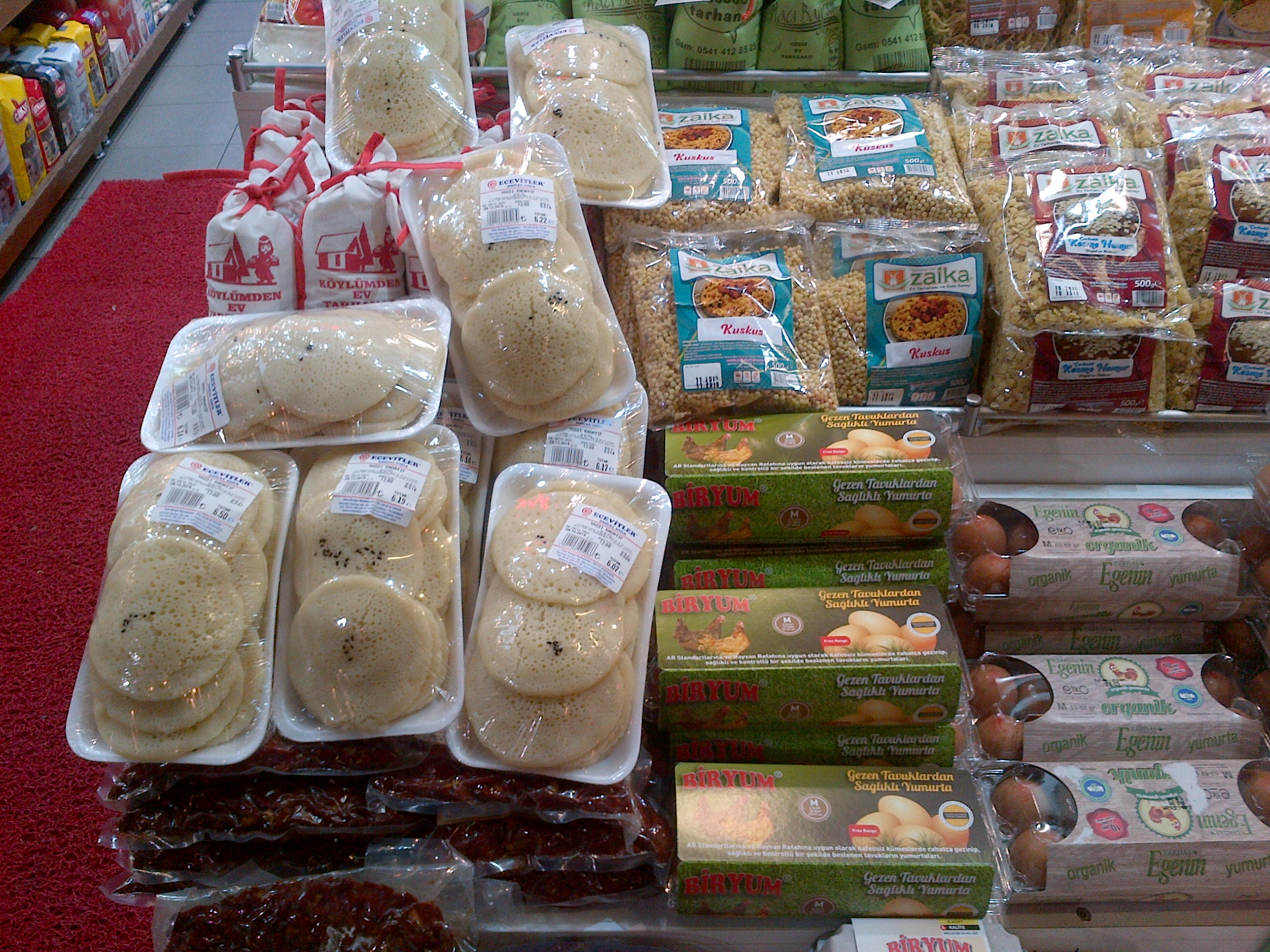
Yassi Kadayif
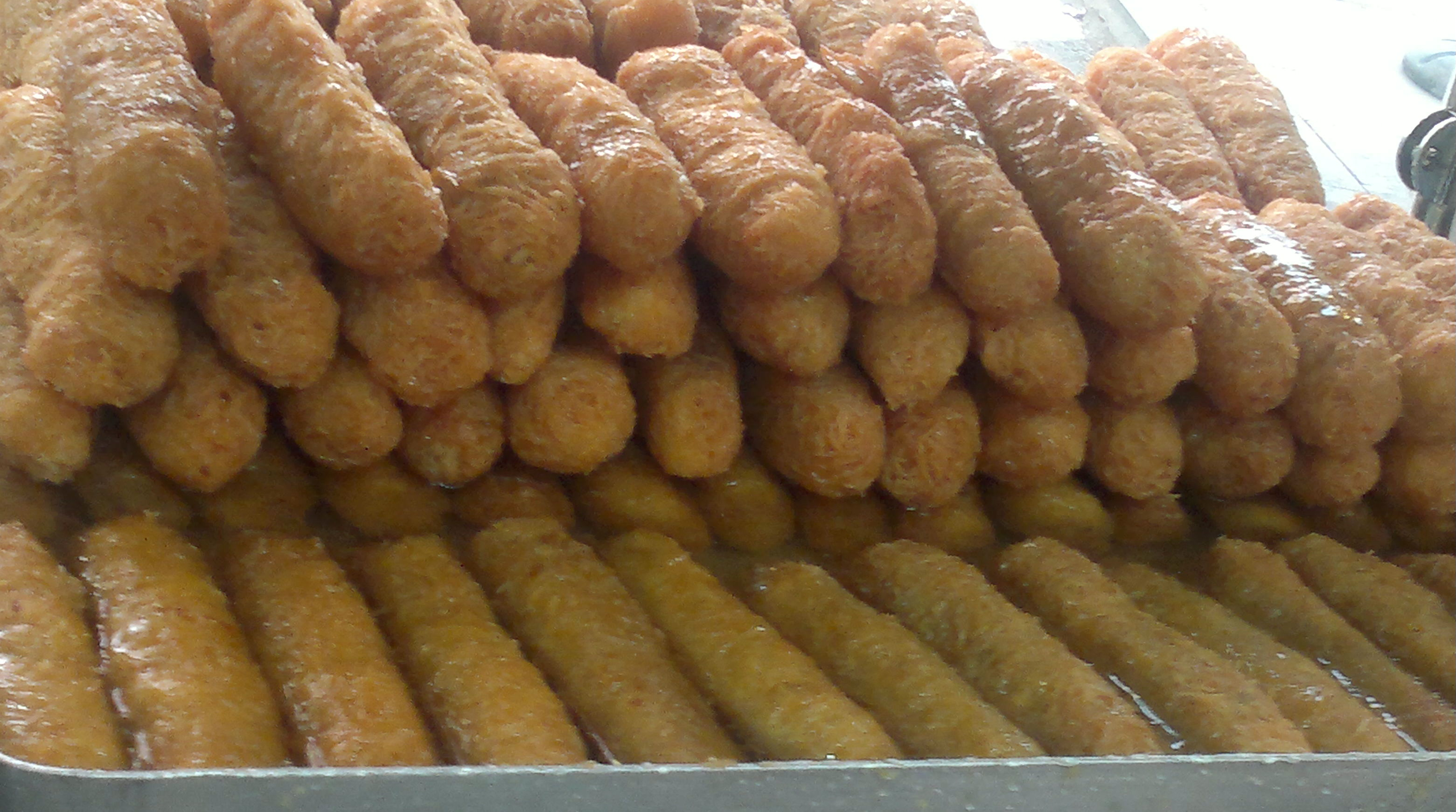
Erzurum Dolma
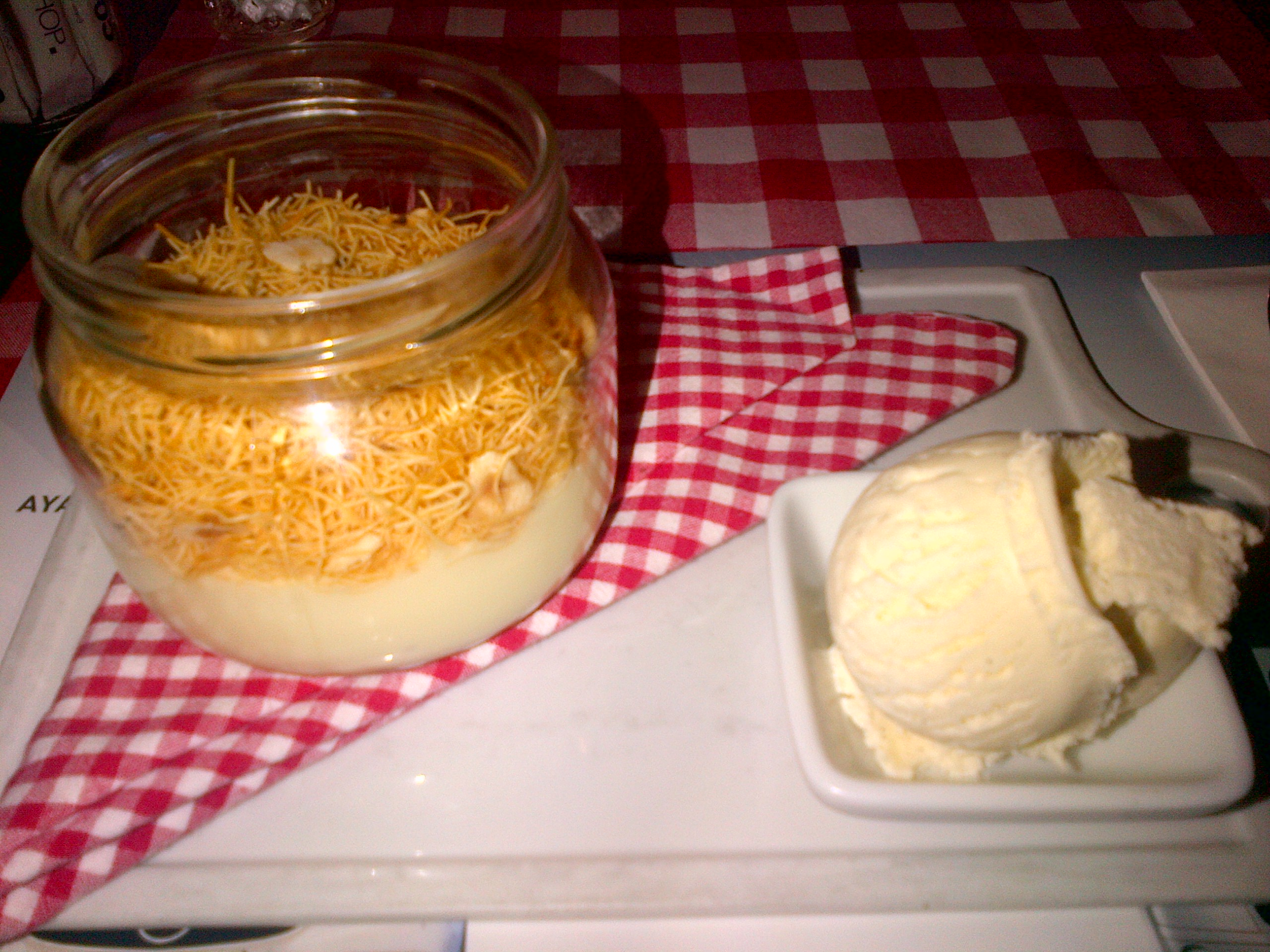
Kadayif Pudding